# Ecuador op de Olympische Zomerspelen 1976
Ecuador nam deel aan de Olympische Zomerspelen 1976 Montréal, Canada. Net als tijdens de drie eerdere deelnames werd geen medaille gewonnen.

## Deelnemers en resultaten per onderdeel

### Judo
| Olympiër          | Discipline | Resultaat | Prestatie                      |
| ----------------- | ---------- | --------- | ------------------------------ |
| Enrique Del Valle | -63kg (m)  | 17e       | 1ste ronde: V van FRA Delvingt |
| Jhonny Mackay     | -70kg (m)  | 17e       | 1ste ronde: V van ARG Stratico |

### Schoonspringen
| Olympiër      | Discipline    | Resultaat | Prestatie                          |
| ------------- | ------------- | --------- | ---------------------------------- |
| Nelson Suárez | 3m plank (m)  | DNS       | voorronde: niet gestart            |
| Nelson Suárez | 10m toren (m) | 25e       | voorronde: 25ste met 396,59 punten |

### Worstelen
| Olympiër    | Discipline  | Resultaat   | Prestatie                                                  |
| Vrije stijl | Vrije stijl | Vrije stijl | Vrije stijl                                                |
| ----------- | ----------- | ----------- | ---------------------------------------------------------- |
| Marco Terán | -62kg (m)   | 15e         | 1ste ronde: V van FRA Toulotte 2de ronde: V van BUL Yankov |

### Zwemmen
| Olympiër      | Discipline           | Resultaat | Prestatie                                            |
| ------------- | -------------------- | --------- | ---------------------------------------------------- |
| Jorge Delgado | 100m vrije slag (m)  | 24e       | serie 3: 3de in 53,91                                |
| Jorge Delgado | 200m vrije slag (m)  | 14e       | serie 7: 2de in 1.54,23                              |
| Jorge Delgado | 100m vlinderslag (m) | 14e       | serie 2: 1ste in 56,79 halve finale 2: 8ste in 56,91 |
| Jorge Delgado | 200m vlinderslag (m) | 7e        | serie 5: 2de in 2.01,70 finale: 7de in 2.01,95       |

Amerikaanse Maagdeneilanden · Andorra · Antigua en Barbuda · Argentinië · Australië · Bahama's · Barbados · België · Belize · Bermuda · Bolivia · Bondsrepubliek Duitsland · Brazilië · Bulgarije · Canada · Chili · Colombia · Costa Rica · Cuba · Denemarken · Dominicaanse Republiek · Duitse Democratische Republiek · Ecuador · Egypte · Fiji · Filipijnen · Finland · Frankrijk · Griekenland · Groot-Brittannië · Guatemala · Haïti · Honduras · Hongarije · Hongkong · Ierland · IJsland · India · Indonesië · Iran · Israël · Italië · Ivoorkust · Jamaica · Japan · Joegoslavië · Kaaimaneilanden · Kameroen · Koeweit · Libanon · Liechtenstein · Luxemburg · Maleisië · Marokko · Mexico · Monaco · Mongolië · Nederland · Nederlandse Antillen · Nepal · Nicaragua · Nieuw-Zeeland · Noord-Korea · Noorwegen · Oostenrijk · Pakistan · Panama · Papoea-Nieuw-Guinea · Paraguay · Peru · Polen · Portugal · Puerto Rico · Roemenië · San Marino · Saoedi-Arabië · Senegal · Singapore · Sovjet-Unie · Spanje · Suriname · Thailand · Trinidad en Tobago · Tsjecho-Slowakije · Tunesië · Turkije · Uruguay · Venezuela · Verenigde Staten · Zuid-Korea · Zweden · Zwitserland